# Elfriede Ryneck

Elfriede Ryneck

Elfriede Ryneck (geborene Staegemann; * 14. Dezember 1872 in Berlin; † 19. Januar 1951 in Treptow) war eine deutsche Politikerin (SPD).

## Leben
Ryneck wurde als Tochter eines Maurers und der bekannten Sozialdemokratin und Frauenrechtlerin Pauline Staegemann (1838–1909) geboren. Von 1879 bis 1886 besuchte sie die Volksschule in Berlin. Danach wurde sie an der Fortbildungsschule und an der Arbeiterbildungsschule in Berlin ausgebildet. Im Anschluss arbeitete sie bis zu ihrer Verheiratung als Näherin. Am 23. April 1898 heiratete sie den Korrektor Emil Ryneck (Rynneck, 1871–1932), der als Angestellter beim Berliner Verlag des Vorwärts arbeitete. Aus der Ehe ging unter anderem der Sohn Erich Ryneck (1899–1976) hervor, der Vater der späteren Präsidentin des Bundesverfassungsgerichts Jutta Limbach.
1890 trat Staegemann der Sozialdemokratischen Partei Deutschlands (SPD) bei. 1912 wurde sie Vertreterin der Sozialdemokratischen Frauen im Kreisvorstand des sozialdemokratischen Wahlvereins Teltow-Beeskow-Storkow-Charlottenburg. Daneben war sie in verschiedenen Zweigen der Armen- und Wohlfahrtspflege tätig. Sie engagierte sich von 1914 bis 1918 in der Kriegsfürsorge und übte während der Zeit der Weimarer Republik eine ehrenamtliche Tätigkeit in der Jugend- und Wohlfahrtspflege im Bezirk Treptow aus. Als Delegierte nahm sie an den SPD-Tagungen in Jena und Würzburg sowie an verschiedenen Frauentagungen teil. 1919 war Ryneck eine der ersten Frauen, die in den Parteivorstand der SPD gewählt wurden.
Vom Januar 1919 bis zum Juni 1920 gehörte sie als Vertreterin ihrer Partei für den Wahlkreis 5 (Potsdam 10) der Weimarer Nationalversammlung an. Bei den ersten Reichstagswahlen der Weimarer Republik im Juni 1920 wurde sie für den Wahlkreis 3 (Potsdam II) in den Reichstag gewählt, dem sie bis zum Mai 1924 angehörte. Von 1924 bis 1933 gehörte Ryneck dem Landtag von Preußen an, von 1930 bis 1933 als Vorsitzende des sozialpolitischen Ausschusses. 
1919 war Ryneck an der Gründung der Arbeiterwohlfahrt beteiligt, wo sie die 2. Vorsitzende bzw. Schriftführerin neben der Mitgründerin und 1. Vorsitzenden Marie Juchacz war.
Nach der Machtübernahme der Nationalsozialisten wurde das Ehepaar Ryneck erwerbslos und zog sie sich aus dem öffentlichen Leben zurück, konnte aber mithilfe des Einkommens ihres Sohnes ihren Lebensunterhalt bestreiten. Nach 1945 beteiligte Ryneck sich am Wiederaufbau der SPD in Berlin. Sie nahm am 40. Parteitag der Sozialdemokratischen Partei Deutschlands teil, wurde ins Präsidium gewählt und stimmte der Vereinigung von SPD und KPD zu.

## Ehrungen
- AWO Elfriede-Ryneck Kindergarten in Wipperfürth

## Veröffentlichungen
- 31. Deutscher Krankenkassentag. In: Arbeiterwohlfahrt. 2(1927), Heft 17, S. 528–529. Digitalisat
- Drei Generationen Frauenarbeit. Elfriede Ryneck erzählt aus ihrem Leben. In: Der Sozialdemokrat. Organ der Sozialdemokratie Groß-Berlin vom 23. April 1946.